# Martin Jínek
Martin Jínek (* 31. května 1979, Třinec) je český chemik a biolog.
Vystudoval třinecké gymnázium, prezenčně v letech 1992–1996 a dálkově v letech 1996–1998, kdy souběžně studoval ve Velké Británii na The Oratory School v Readingu. Po ukončení obou škol vystudoval přírodní vědy na Univerzitě v Cambridgi. Působil v Evropské laboratoři pro molekulární biologii v Heidelbergu a University of California, od roku 2013 působí jako učitel na Univerzitě v Curychu, kde vede vlastní výzkumnou skupinu.
Zabývá se genetikou a biotechnologiemi. Podílel se na vývoji metody CRISPR editace genomu, oceněné Nobelovou cenou. Byl prvním autorem článku v časopise Science z roku 2012, který popsal vývoj této metody.